# جک واتلینگ
جک واتلینگ (انگلیسی: Jack Watling؛ ۱۳ ژانویه ۱۹۲۳ – ۲۲ مه ۲۰۰۱) بازیگر سینمای اهل بریتانیا بود. از فیلم‌هایی که وی در آن نقش داشته‌است، می‌توان به در برج جدی، آقای آرکادین، نانی و ملاقات آقای لوسیفر اشاره کرد.